# Macht-Status-Theorie
Die Macht-Status-Theorie ist ein Ansatz der Emotionssoziologie, entwickelt von Theodore D. Kemper, einem amerikanischen Soziologen, der mit seinem Werk Power and Status and the Power-Status-Theory of Emotions als einer der Vorreiter in der Emotionssoziologie gilt. Kemper geht darin von einem dyadischen Beziehungsmodell aus, bei dem sich die Akteure auf die jeweiligen Macht – Status - Dimensionen innerhalb dieses Modells beziehen.

## Grundlagen der Macht-Status-Theorie
Wenn man in sozialen Beziehungen sein Handeln an dem Verhalten des Anderen orientiert, geschieht dies in zwei Dimensionen – der Macht- und der Statusdimension. Dabei entstehen durch diese beiden Dimensionen und die persönliche Bewertung, Emotionen.
Erlangt ein Akteur Macht, ist das gleichbedeutend mit einem Machtverlust für einen anderen Akteur.
Kemper unterscheidet bei den Akteuren zwischen:
- Ego, also die Selbstperspektive des Akteurs
- Alter, also die Sicht von anderen Akteuren
- Der dritten Partei, hier kann es sich um Aspekte wie Gott, Schicksal oder Ungreifbares handeln

Die drei möglichen Akteure sind zugleich diejenigen, an die sich die Emotionen richten können.

### Die Bedeutung von Macht und Status
Macht bedeutet nach Weber „jede Chance innerhalb einer sozialen Beziehung den eigenen Willen auch gegen Widerstreben durchzusetzen, gleichviel worauf diese Chance besteht.“ Diese Macht kann zum Beispiel in Form von physischer Gewalt, Maßnahmen wie Hausarrest oder emotionaler Gewalt aber auch durch indirekte Machtformen wie Manipulation, Betrug und Gerüchte, ausgeübt werden.
Sobald sich ein Machtgefüge gefestigt hat, kann derjenige mit der größten Macht sicher sein, dass sein Wille befolgt wird, während dem Akteur mit geringer Macht klar ist, dass ein Verstoß gegen das Machtgefüge Bestrafung bedeutet.
Status hingegen wird von den Akteuren freiwillig erteilt. Dies geschieht etwa durch Akzeptanz, Unterstützung und Liebe.
Besitzt man einen hohen Status erhält man auch größere Vorzüge von den anderen Akteuren. In kleineren Gruppen sind große Statusunterschiede zwischen den einzelnen Gruppenmitgliedern unwahrscheinlicher, in großen Gruppen gibt es „zentrale“ und „periphere“ Mitglieder.
All diese Macht-Status-Beziehungen kann man in einem zweidimensionalen Achsenkreuz abbilden.
Macht und Status spielt auch in der Makroebene eine Rolle, hier spricht man aber von Freiheit (als Adäquat zur Macht) und Gerechtigkeit (als Adäquat zum Status). Als Beispiel hierfür kann man soziale Bewegungen ansehen, die freiheits- und gerechtigkeitsmotiviert sind. Auch innerhalb der Gruppen gibt es Metaprozesse, um Macht und Status zu erlangen, bzw. zu verringern.

### Macht und Status in sozialen Beziehungen
In jeder sozialen Interaktion spielen Macht und Status entscheidende Rollen: Ist man mit seinem aktuellen Macht oder Status-Rang nicht einverstanden, führt das zu Neidgefühlen, zu Frustrationen und Unzufriedenheit. Diese Unzufriedenheit führt zu einem Veränderungsprozesse im Macht-Status-Gefälle.
Man kann diese Unzufriedenheit aber nicht nur für die eigene Situation empfinden, sondern auch wenn ein anderer Akteur nicht angemessen Macht bzw. Status erhält.

#### Statusdefizit
Ein Statusdefizit entsteht, wenn man der Ansicht ist, ein ungenügendes bzw. unangemessenes Statuslevel zu besitzen. Dies kann zu verschiedenen Reaktionen führen:
- Um mehr Status zu erlangen, werden hohe Risiken aufgenommen. Man setzt zum Beispiel sein gesamtes Erspartes im Spielcasino ein, in der Hoffnung zu mehr Geld zu kommen und dadurch auch an Prestige zu gewinnen.
- Man versucht in der Gruppe Aufmerksamkeit zu bekommen, indem man sich selbst in einer Opferrolle präsentiert. Dieses Verhalten hat eine höhere Erfolgschance, wenn man den anderen Gruppenmitgliedern seine vermeintliche Opferrolle genau darlegen kann. Um seinen Status zu sichern wird oft die Beschwerde über ungerechte, schreckliche oder aufreibende Ereignisse berichtet. Innerhalb einer Beziehung gibt es diesbezüglich eine Reziprozität: Mal beschwert man sich bei anderen, ein anderes Mal hört man sich die Beschwerden anderer an.
- Man kann innerhalb einer Gruppe auch an Status gewinnen, indem man Witze erzählt und den Kasper spielt. Man erhält dadurch Aufmerksamkeit und in gewisser Weise auch Zuspruch. Durch gemeinsames Lachen  befinden sich für kurze Zeit alle Beteiligten auf derselben Statusebene gestellt.

#### Machtdefizit
Wenn ein „Ego“ seine eigene Macht als ungenügend betrachtet, fühlt es  sich in gewisser Weise verwundbar und empfindet Angst. Um die dabei entstehenden Emotionen nun genauer beschreiben zu können, muss man bei einem Machtdefizit unterscheiden, ob Ego dieses Defizit auf sich selbst zurückführt oder auf Alter, einen anderen. Führt „Ego“ das Machtdefizit auf sich selbst zurück, fühlt er neben der Angst auch Hilflosigkeit und Unsicherheit; . „Ego“ versucht nun seine Macht wiederzuerlangen, bzw. die Macht von „Alter“ zu verringern, indem es die Abhängigkeit von der machthabenden Person zu verringern versucht, indem es sich Verbündete sucht oder Propaganda betreibt. 

## Die Macht-Status-Theorie der Emotionen
Bei jeder sozialen Interaktion spielen Macht und Status eine tragende Rolle und es entstehen Emotionen. Kemper unterscheidet hierbei zwischen drei Typen: Strukturell, antizipatorisch und resultierende Emotionen.
- Strukturelle Emotionen leiten sich aus stabilen Macht- und Statusbeziehung ab, sie bilden sich also nicht direkt aus Interaktionen. In dyadischen Beziehungen empfindet jeder Akteur, entsprechend seiner Macht bzw. seinem Status oder der Macht bzw. dem Status anderer,  Emotionen. Um die Entstehung von strukturellen Emotionen genauer betrachten zu können, schlüsselt Kemper zuerst zwischen Ego und Alter auf und dann noch einmal, ob die jeweiligen Macht- / Status-Verhältnisse mangelnd, angemessen oder überhöhte sind.

Nimmt man zum Beispiel adäquate eigene Macht, so fühlt Ego Sicherheit; hat Alter zu viel Macht, fühlt Ego aufgrund der Reziprozität und dem damit einhergehenden eigenen Machtverlust, Angst. Bei zu viel zugesprochenem eigenen Status empfindet Ego Scham. Dies geschieht, weil man, nach Goffman, eine Rolle spielt und so versucht, sich in einem guten Licht darzustellen. Erhält man aber mehr Status, als man selbst für angemessen erachtet, empfindet man Scham und in besonderen Fällen auch Schuld.
- Antizipatorische Emotionen (auch vorausschauende Emotionen) können die Folge eines geplanten Interaktionsprozesses sein. Sie ergeben sich aus im Voraus erdachten strukturellen Veränderungen in Beziehungen und sind, je nachdem ob man von Grund auf optimistisch bzw. pessimistisch eingestellt ist und ob man viel bzw. wenig Selbstbewusstsein besitzt, ausgeprägt.
- Resultierende Emotionen sind das Ergebnis von tatsächlich durchgeführten Interaktionen und den Auswirkungen auf die Macht-Status-Beziehungen. Erhält man zum Beispiel ein Lob von jemandem, ergibt sich daraus Freude.

Kemper versucht, das Modell an manchen Stellen zu vereinfachen und geht deshalb auch bei den strukturellen Aspekten einer Beziehung vornehmlich von den Emotionen Mögen und Nicht Mögen aus; also einem zusammenfassenden Urteil, ob die gesamte Macht-Beziehung angemessen ist.

### Liebe und Mögen
Im Verlauf seines Textes geht Kemper nochmal auf Lieben und Mögen ein, beides schwer greifbare Emotionen: Wenn sich die Akteure mögen, besteht ein adäquater Status und ein kleines Machtdifferential zwischen ihnen. Es handelt sich um Liebesbeziehungen, wenn mindestens einer der Akteure extrem viel Status an einen anderen Akteur erteilt, während die Macht darin variabel ist. Kemper entwickelte mittels dieser Definitionen die sieben idealen Beziehungstypen.

#### Die sieben idealen Beziehungstypen
Kemper geht davon aus, dass in jeder sozialen Interaktion Macht und Status eine entscheidende Rolle spielen und man mit ihnen die Entstehung von Emotionen erklären kann. Auch Liebe und Mögen sind Emotionen, wobei man sagen muss, dass es schwer ist, den Unterschied zwischen beiden klar zu definieren. Bei den sieben idealen Beziehungstypen greift Kemper daher wieder auf die zwei Dimensionen Macht und Status zurück: Bei einer Liebesbeziehung muss mindestens einer der Akteure extrem viel Status an einen anderen Akteur erteilen, während die Machtverteilung variabel ist. Mögen sich die Akteure besteht ein angemessener Status bei ihnen und ein geringes Machtdifferential. Anhand dieser Definitionen und den Macht- /Statusdimensionen entwickelte er die idealen Beziehungstypen:
1. Anhimmelung durch Fans: Ein Akteur, der Fan, findet, dass der andere Akteur es Wert ist, viel Status zu empfangen. Der Fan empfindet viel Zuneigung zu dieser Person, während die angehimmelte Person oft noch gar nichts davon weiß.
2. Ideelle Liebe: Beide Akteure empfinden gegenseitig eine hohe Zuneigung, geben sich also viel Status, haben aber keine Macht übereinander. Dieser Beziehungstyp ist oft nur kurzlebig, oft geht die Ideelle Liebe weiter in die Romantische Liebe über.
3. Romantische Liebe: Es findet eine hohe Statuszuschreibung bei beiden Akteuren statt. Gerade durch das „nicht mehr ohne den anderen können“ und das gute Gefühl entsteht zudem auch noch viel Macht zwischen den beiden Akteuren. Idealerweise sollte die Statuszuschreibung hoch bleiben, während die Macht langsam wieder sinkt. Nach der ersten Anhimmelungsphase in diesem Beziehungstyp treten oft Probleme auf, die aber in der Phase der „Aufrechterhaltung“ auch angesprochen werden müssen.
4. Göttliche, Elterliche oder Mentoren-Liebe: Beide Akteure haben einen hohen Status, aber nur einer von ihnen (das Göttliche, die Eltern oder der Mentor) hat viel Macht über den anderen Akteur. Kemper führt das Beispiel der Göttlichen Liebe noch einmal genauer aus: Gott liebt die Menschen und hat dennoch extrem viel Macht über sie und bekommt zudem extremen Statuszuspruch. Die anderen Beziehungstypen sind in abgeschwächter Form auch so strukturiert.
5. Untreue Liebe: Beide haben zwar viel Macht übereinander, aber nur einer der Akteure empfängt hohen Status. In diesem Beziehungstyp hat der Betrogene an Status verloren, während der Betrüger sein Geheimnis wahren will und weiterhin Status empfängt.
6. Unerwiderte Liebe: Der Akteur, dem die Liebe zugesprochen wird empfängt auch viel Status und hat zeitgleich auch viel Macht über den Akteur, der ihm den Status zuspricht. Der Akteur ohne Macht und Status gibt dem anderen viel, weil er hofft, dass es erwidert wird. Dieser Beziehungstyp kommt oft bei Heranwachsenden vor, die Blind vor Liebe sind.
7. Eltern-Kind-Liebe: Man kann hier zwischen zwei Liebestypen unterscheiden – zum einen die bei Nummer 4 beschrieben elterliche Liebe und zum andern der elterlichen Liebe bei Kleinkindern. Bei letzterem bekommt das Neugeborene extrem viel Status zugeschrieben, was immer es braucht, um zu überleben, bekommt es auch, obwohl es nichts zurückgibt. Und obwohl die Eltern keinen Status zurückbekommen, haben sie die komplette Macht über das Neugeborene.

## Kritik an Kempers Theorie
Die Entstehung von Emotionen ist eine komplexe Angelegenheit. Kemper versuchte mit seiner Macht-Status-Theorie diese Entstehung zu erklären. Kritisch ist allerdings, dass sich allein in einer Zweierbeziehung 252 mögliche Beziehungskonstellationen entwickeln können. Es sind also unzählige Möglichkeiten, durch die Emotionen entstehen können, zum einen ist diese Anzahl kaum noch überschaubar und zum anderen ist eine angemessene Bezeichnungen für die Emotionszustände schwer zu bestimmen. Kemper versucht zwar, seine Theorie zu modifizieren und zu vereinfachen, aber die Probleme bei der empirischen Umsetzung bleiben dennoch bestehen.
Man muss außerdem in Betracht ziehen, dass sich Beziehungen im Lauf der Zeit, unabhängig von Macht und Status, verändern können.
Zudem beschreibt er nur die Entstehung der Emotionen und nicht die Ausprägung, wie etwa Schachter und Singer mit ihrem Experiment zur Zwei-Faktoren-Theorie der Emotion.
Auch wenn es sich bei den Beziehungstypen um Ideale handelt, ist doch fraglich, ob Kempers Kategorien sich nicht überschneiden – wie etwa bei der Elterlichen Liebe (4) und der Eltern-Kind-Liebe (7). Des Weiteren ist nicht klar, wieso gerade diese sieben Beziehungstypen für Kemper als ideale gelten. Man muss außerdem bedenken, dass sich Beziehungen im Lauf der Zeit wandeln und eine Einteilung deswegen auch schwerfällt.
Ein weiterer Kritikpunkt ist, dass Kemper zwar die Entstehung der Emotionen erklärt, aber nicht, wie sie genau ausgelebt werden.